# Clytus fibularius
Clytus fibularius là một loài bọ cánh cứng trong họ Cerambycidae.